# Nilssonia nigricans
Espèce
Synonymes
- Trionyx nigricans Anderson, 1875
- Aspideretes nigricans (Anderson, 1875)

Statut de conservation UICN

 CR  : 
En danger critique
Statut CITES
Nilssonia nigricans est une espèce de tortues de la famille des Trionychidae.

## Répartition
Cette espèce se rencontrait au Bangladesh et dans l’État d'Assam en Inde. Jusqu'à récemment, elle était considérée comme éteinte dans la nature en raison d'une absence de population sauvage connue. Au cours des 15 dernières années, cependant, quelques petites populations ont été découvertes vivant dans le bassin fluvial du nord-est de l'Inde. La majorité de la population de cette espèce réside parmi les étangs sacrés du temple dans ses deux pays natifs. En Inde, la population du temple de Nagsankar est considérée comme la plus grande population du pays.
Des programmes sont en cours pour stabiliser et réintroduire cette espèce dans ses zones naturelles, et fabriquer des bassins dans des zones protégées (via l'association Turtle Survivance Alliance (TSA). 

## Systématique
Le nom valide complet (avec auteur) de ce taxon est Nilssonia nigricans (Anderson, 1875). L'espèce a été initialement classée dans le genre Trionyx sous le protonyme Trionyx nigricans Anderson, 1875.
Ce taxon porte en français les noms vernaculaires ou normalisés suivants : Trionyx sombre, Trionyx noirâtre.

## Publication originale
- Anderson, 1875 : Description of some new Asiatic mammals and Chelonia. Annals and Magazine of Natural History, ser. 4, vol. 16, p. 282-285 (texte intégral).